# 张苍水墓
张苍水墓位于中国浙江省杭州市西湖区南屏山北麓，今南山路太子湾公园旁，是明末抗清英雄张煌言（号苍水）的墓，1981年被列为浙江省文物保护单位。
张煌言于康熙三年（1664年）在杭州就义后，其遗骸由问石和尚收拾，棺木暂停宝石山，后在南屏山荔枝峰北麓安葬。张苍水墓坐南朝北，墓碑上题：“皇清賜諡忠烈明兵部尚書蒼水張公之墓 乾隆五十七年秋九月癸卯建海寧陳鱣敬題 咸豐八年歲次戊午冬十月慈溪馮珪重立”。其西侧为参军罗子木墓，东侧为侍童杨冠玉及舟子墓，三墓成品字形布列。神道两侧立有石像生。

## 相关图片
- 神道
- 石牌坊
- 右为参军罗子木墓，左为侍童杨冠玉及舟子墓
- 张苍水墓
- 张苍水先生祠